# Seznam hrvaških filmskih producentov
Seznam hrvaških filmskih producentov.

## B
- Vicenco Blagaić

## G
- Zdenka Gold

## J
- Siniša Juričić

## L
- Branko Lustig

## M
- Ivan Maloča
- Boris T. Matić

## T
- Vladimir Tadej ?

## V
- Dušan Vukotić